# 瑟雷尼
瑟雷尼，是匈牙利巴兰尼亚州所辖的一个村。总面积4.41平方公里，总人口67，人口密度15.2人/平方公里（2011年1月1日）。